# 국제 연령 평가 연합

국제 연령 평가 연합(International Age Rating Coalition, IARC)은 다양한 국가의 당국으로부터 비디오 게임에 대한 콘텐츠 등급 획득을 간소화하기 위한 계획이다. 2013년에 도입된 IARC 시스템은 제품의 내용을 평가하는 설문지를 사용하여 개발자가 평가를 얻는 프로세스를 단순화한다. 이 새로운 프로세스는 디지털 방식으로 온라인으로 배포되는 제품에 대한 등급을 얻으려는 비디오 게임 개발자의 비용을 줄여준다.
이러한 노력은 북미 ESRB, 유럽 PEGI, 독일 USK, 브라질 ClassInd, 오스트레일리아 등급 위원회 등 전 세계 등급 평가 기관의 연합을 통해 이루어졌으며 2013년 런던 올림픽에서 PEGI MD가 처음 발표했다. 회의. 2014년 8월, 오스트레일리아 등급 위원회는 IARC에서 채택한 자동 분류 프로세스를 허용하는 개정안을 도입했다. 2017년 12월 19일, 대한민국 게임물관리위원회(GRAC)가 이 연합의 위원이 되었다.